# Чиженко Іван Миронович
Іва́н Миро́нович Чиже́нко  (* 27 березня 1916, с. Козин, нині Київської області - †2004) — український вчений у галузі електротехніки, доктор технічних наук, професор, академік Національної академії наук України (1988 р.), завідувач кафедри теоретичних основ електротехніки (1950-1989 рр.), проректор з наукової роботи (1959-1969 рр.), радник ректора КПІ (з 1989 р.), Заслужений діяч науки і техніки УРСР (1974 р.), Кавалер Ордена Леніна (1961 р.).

## Життєпис
Трудова діяльність Івана Мироновича Чиженка почалася в 1931 році. Освіту отримав в школі фабрично-заводського учнівства, на рабфаці. У 1935 Іван Миронович вступив у КПІ. У 1940 з відзнакою закінчив Київський політехнічний інститут, після чого працював інженером центральної високовольтної лабораторії Дніпроенерго. 
З 1941 по 1945 рік Іван Миронович Чиженко брав безпосередню участь в боях на фронтах Великої Вітчизняної війни, пройшовши славетний шлях від Волги до Ельби і Праги. Нагороджений двома орденами Вітчизняної війни II ступеню, орденом Червоної Зірки, бойовими медалями. 
Після демобілізації з Радянської Армії Іван Миронович поновив наукову та педагогічну діяльність в Київському політехнічному інституті, пройшовши шлях від асистента до професора. У 1949 році захистив кандидатську, в 1963 – докторську дисертацію. 
Створив наукову школу в галузі вентильно-перетворювальної техніки. 
Під керівництвом Івана Мироновича Чиженка підготовлено 50 кандидатів та докторів наук. Його лекції прослухали понад 20 тисяч студентів. 
Ним опубліковано понад 300 наукових праць, в тому числі 15 книг. Має 32 авторських свідоцтва на винаходи, які отримали широке визнання.

## Праці
- Чиженко И.М. Справочник по преобразовательной технике. Киев: Техніка, 1978. — 447 с.

## Премії
- 1962 — Ленінська премія за участь у розробці, дослідженні та впровадженні компенсаційних ртутно-випрямних агрегатів.
- 1982 - Лауреат Державної премії УРСР.